# Republiek Dahomey
De Republiek Dahomey (Frans: République du Dahomey) werd op 11 december 1958 opgericht als een autonome republiek binnen de Communauté (het samenwerkingsverband tussen moederland Frankrijk en zijn kolonies). Het was een voortzetting van de Franse kolonie Dahomey.
Op 1 augustus 1960 verkreeg de Republiek Dahomey de volledige onafhankelijkheid van Frankrijk. Op 30 november 1975 kwam de geschiedenis van Dahomey onder die naam ten einde toen het land hernoemd werd tot de Volksrepubliek Benin.

## Presidenten
- Hubert Maga (1958-1963)
- Sourou Migan Apithy (1964-1965)
- Christophe Soglo (1965-1967)
- Iropa Maurice Kouandété (1967)
- Émile Derlin Henri Zinsou (1968-1969)
- Iropa Maurice Kouandété (1969-1970)
- Hubert Maga (1970-1972)
- Mathieu Kérékou (1972-1975)